# Xavier Paluszkiewicz
Xavier Paluszkiewicz, né le 13 décembre 1972 à Villerupt (France), est un homme politique français, membre de La République en marche.

## Biographie
Xavier Paluszkiewicz était, avant son élection en juin 2017, employé de banque chargé de communication au Luxembourg ,. Il indique être « fils, petit-fils et arrière-petit-fils d'ouvriers ».

## Parcours politique
Il se présente avec la liste divers droite « Une véritable relève pour Villers » lors des élections municipales françaises de 2014, qu'il perd avec seulement 37,25 % des voix . En décembre 2014, son adversaire le maire François Barthélemy finit par perdre la majorité au conseil municipal. Paluszkiewicz est donc élu maire de Villers-la-Montagne par le conseil municipal, malgré un recours de la part de son adversaire. 
Le 18 juin 2017, il est élu député de la 3e circonscription de Meurthe-et-Moselle sous l'étiquette La République en marche avec 52,41 % des voix, face au candidat de La France insoumise Patrick Zolfo. Quelques jours après son élection, dans le cadre du non-cumul des mandats, Xavier Paluszkiewicz cède sa place de maire de Villers-La-Montagne.
À l’Assemblée nationale, il fait partie de la commission des Finances où il est rapporteur spécial aux affaires européennes. Il fait également partie de la commission des Affaires européennes.
Lors des élections législatives de 2022, il est candidat de la coalition présidentielle Ensemble !. Avec 25,16 % des voix exprimées au premier tour, il affronte la candidate LFI-NUPES Martine Étienne au second tour, qui a obtenu 24,88 %. Il est battu avec 48,06 % des voix contre 51,94 % pour son adversaire.